# مريام رودريغيز مارتينيز
مريام رودريغيز مارتينيز (بالإنجليزية: Miriam Rodriguez Martinez)‏‏ (1923 - 10 مايو 2017 في سان فرناندو) ناشطة مكسيكية في مجال حقوق الإنسان. أصبحت تتبنى الأطفال الذين فقدوا آبائهم بعد اختطاف ابنتها وقتلها. قُتلت مريام على أيدي مسلحين اقتحموا منزلها في 10 مايو 2017.

## حياتها
اختفت ابنتها في عام 2012. وفي عام 2014، وجدت جثة ابنتها. أسست مجموعة Colectivo de Desaparecidos de San Fernando (حركة من أجل اختفائنا). هرب المشتبه بهم في قتل ابنتها من السجن.
وقد عاشت ميريام إليزابيث رودريغيزفي مجتمع سان فرناندو في المكسيك. وقُتلت في 10 مايو 2017، اليوم الذي تحتفل فيه المكسيك بعيد الأم، أصيبت بجروح بالغة وتوفيت في طريقها إلى المستشفى.
يقع مجتمع سان فرناندو في ولاية تاماوليباس، وهي واحدة من أكثر مناطق المكسيك عنفا، وفقًا للبيانات الحكومية، فإن سكان تلك المنطقة لديهم أكبر عدد من المفقودين في البلاد.
اختفت ابنة ميريام، كارين أليخاندرا ساليناس رودريجيز، في عام 2012. واصلت ميريام البحث لمدة عامين تقريبًا، حتى عام 2014 عندما تم العثور على جثة ابنتها في قبر مجهول، بعد ذلك، أخبرت السلطات عن مقتل ابنتها. وفر بعض الرجال الذين اعتقلوا بسبب قضية ابنتها من السجن بعد اعتقالهم.وقالت ميريام رودريغيز في المقابلات إنها تلقت تهديدات بالقتل من منظمات إجرامية لكن السلطات المحلية لا تحميها. إلى جانب العثور على ابنتها، كانت تبذل جهودًا لمساعدة الآباء الآخرين الذين اختفى أطفالهم، وافتتحت منظمة Colectivo de Desaparecidos (حركة من أجل اختفائنا).
في 10 مايو 2017، اقتحمت مجموعة من المسلحين منزل مريم وقتلتها.
تضامناً معها، رفع المتظاهرين أصواتهم احتجاجاً على مقتل ميريام إليزابيث رودريغيز مارتينيز في 10 مايو 2017، داعين الحكومات المكسيكية والأمريكية والحكومة الفيدرالية للمطالبة بسلامة المدافعين عن حقوق الإنسان.